# Facundo Campazzo
Facundo "Facu" Campazzo Avedano, né le 23 mars 1991 à Córdoba, en Argentine, est un joueur argentin de basket-ball, évoluant au poste de meneur. Il mesure 1,78 m.

## Biographie
En août 2019, Campazzo et le Real prolongent jusqu'à la fin de la saison 2023-2024 le contrat qui les lie.
En février 2020, Campazzo réalise 19 passes décisives contre l'ALBA Berlin et égale le record du nombre de passes décisives dans une rencontre d'Euroligue détenu par Stefan Jović.
Campazzo est élu dans la meilleure équipe-type de la saison 2019-2020 en Liga ACB avec le MVP hispano-monténégrin Nikola Mirotić, le Slovène Klemen Prepelič, le Français Axel Bouteille et le Géorgien Giorgi Shermadini.
Le 20 novembre 2020, il découvre la NBA en signant deux ans avec les Nuggets de Denver.
Le 18 octobre 2022, il s'engage avec les Mavericks de Dallas. Il est coupé le 29 novembre 2022.
Campazzo s'engage en décembre 2022 avec l'Étoile rouge de Belgrade, club serbe qui participe à l'EuroLigue. Le contrat court jusqu'à la fin de la saison 2023-2024,.
Campazzo quitte l'Étoile rouge à la fin de la saison 2022-2023 et retourne pour un contrat sur quatre saisons au Real Madrid.

## Palmarès
- Champion d'Espagne 2015, 2018, 2019, 2024, 2025
- MVP de la finale du Championnat d'Espagne 2019, 2025
- Vainqueur de l'Euroligue : 2015, 2018
- 2e du championnat des Amériques 2015
- 3e du championnat des Amériques 2013
- Champion d'Amérique du Sud 2012
- Champion d'Amérique du Sud 2014
- 2e à la Coupe du monde de basket-ball 2019 en Chine.
- Vainqueur de la Supercoupe d'Espagne 2019
- MVP de la Supercoupe d'Espagne 2019[10].
- Vainqueur du championnat des Amériques 2022
- Vainqueur de la coupe du Roi en 2024.
- MVP du championnat d'Espagne 2023-2024

## Statistiques

### NBA

#### Saison régulière
| Saison    | Équipe   | Matchs | Titul. | Min./m | % Tir | % 3pts | % LF | Rbds/m. | Pass/m. | Int/m. | Ctr/m. | Pts/m. |
| --------- | -------- | ------ | ------ | ------ | ----- | ------ | ---- | ------- | ------- | ------ | ------ | ------ |
| 2020-2021 | Denver   | 65     | 19     | 21,9   | 38,1  | 35,2   | 87,9 | 2,10    | 3,60    | 1,20   | 0,20   | 6,10   |
| Carrière  | Carrière | 65     | 19     | 21,9   | 38,1  | 35,2   | 87,9 | 2,10    | 3,60    | 1,20   | 0,20   | 6,10   |

#### Playoffs
| Saison   | Équipe   | Matchs | Titul. | Min./m | % Tir | % 3pts | % LF | Rbds/m. | Pass/m. | Int/m. | Ctr/m. | Pts/m. |
| -------- | -------- | ------ | ------ | ------ | ----- | ------ | ---- | ------- | ------- | ------ | ------ | ------ |
| 2021     | Denver   | 10     | 9      | 27,0   | 39,2  | 39,6   | 84,2 | 3,00    | 4,10    | 1,40   | 0,40   | 9,30   |
| Carrière | Carrière | 10     | 9      | 27,0   | 39,2  | 39,6   | 84,2 | 3,00    | 4,10    | 1,40   | 0,40   | 9,30   |

## Records sur une rencontre en NBA
Les records personnels de Facundo Campazzo en NBA sont les suivants, :
| Type de statistique        | Saison régulière | Saison régulière            | Saison régulière | Playoffs | Playoffs                    | Playoffs     |
| Type de statistique        | Record           | Adversaire                  | Date             | Record   | Adversaire                  | Date         |
| -------------------------- | ---------------- | --------------------------- | ---------------- | -------- | --------------------------- | ------------ |
| Points                     | 22               | @ Rockets de Houston        | 1er janvier 2022 | 14       | 2 fois                      | 2 fois       |
| Paniers marqués            | 7                | 2 fois                      | 2 fois           | 5        | 2 fois                      | 2 fois       |
| Paniers tentés             | 12               | 3 fois                      | 3 fois           | 10       | 3 fois                      | 3 fois       |
| Paniers à 3 points réussis | 5                | @ Timberwolves du Minnesota | 3 janvier 2021   | 4        | Suns de Phoenix             | 13 juin 2021 |
| Paniers à 3 points tentés  | 10               | Hornets de Charlotte        | 23 décembre 2021 | 7        | 2 fois                      | 2 fois       |
| Lancers francs réussis     | 8                | Nets de Brooklyn            | 8 mai 2021       | 5        | @ Trail Blazers de Portland | 3 juin 2021  |
| Lancers francs tentés      | 8                | Nets de Brooklyn            | 8 mai 2021       | 5        | 2 fois                      | 2 fois       |
| Rebonds offensifs          | 3                | @ Kings de Sacramento       | 9 mars 2022      | 2        | Trail Blazers de Portland   | 22 mai 2021  |
| Rebonds défensifs          | 8                | @ Jazz de l'Utah            | 7 mai 2021       | 7        | @ Trail Blazers de Portland | 27 mai 2021  |
| Rebonds totaux             | 9                | Knicks de New York          | 5 mai 2021       | 8        | @ Trail Blazers de Portland | 27 mai 2021  |
| Passes décisives           | 13               | Rockets de Houston          | 24 avril 2021    | 8        | @ Trail Blazers de Portland | 27 mai 2021  |
| Interceptions              | 5                | 3 fois                      | 3 fois           | 3        | Trail Blazers de Portland   | 24 mai 2021  |
| Contres                    | 2                | 6 fois                      | 6 fois           | 1        | 4 fois                      | 4 fois       |
| Balles perdues             | 4                | 5 fois                      | 5 fois           | 3        | 3 fois                      | 3 fois       |
| Minutes jouées             | 40               | @ Celtics de Boston         | 16 février 2021  | 36       | @ Suns de Phoenix           | 7 juin 2021  |

- Double-double : 3
- Triple-double : 0

Dernière mise à jour : 15 juillet 2022